# Schutzmannschaft

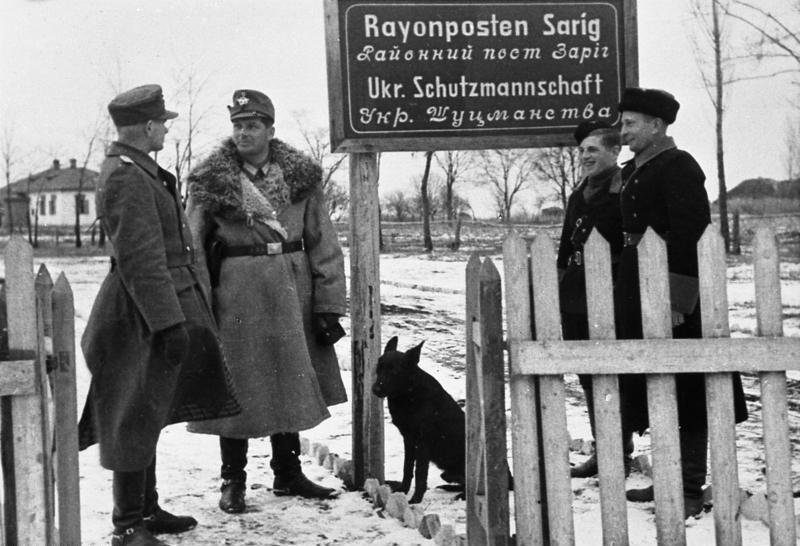
Postering i Ukraina med Gendarmerie och Schutzmannschaft i december 1942.

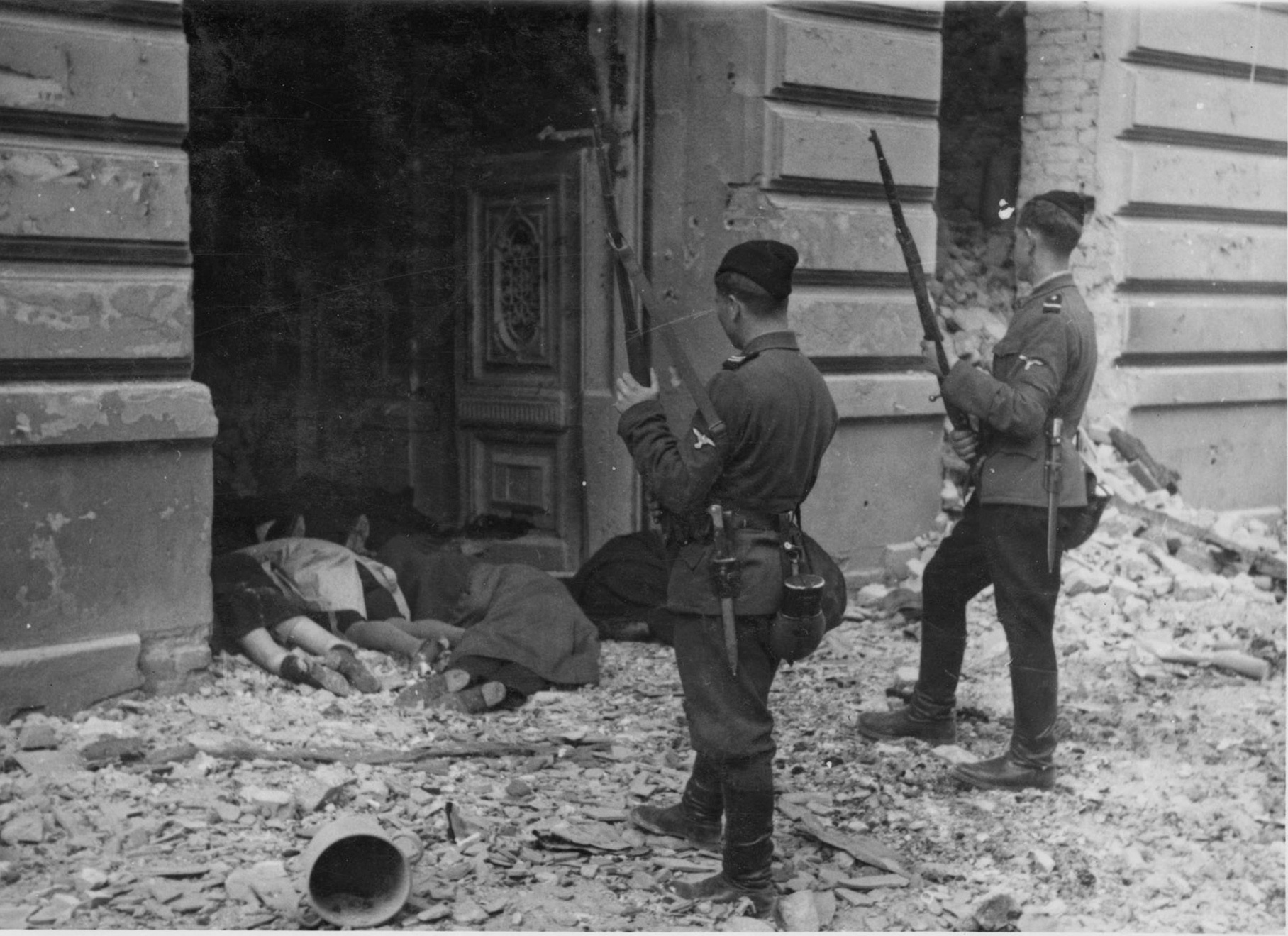
Schutzmannschaft der Sicherheitspolizei var med och slog ned upproret i Warszawas getto 1943.

Schutzmannschaft (Schuma) var av Ordnungspolizei organiserade hjälppolistrupper i det ockuperade Östeuropa. Det fanns även Schutzmannschaft der Sicherheitspolizei som lydde under Gestapo.

## Rekrytering
Schuma rekryterades från den lokala befolkningen, framför allt från de inhemska poliskårerna, från de inhemska arméerna och bland frivilliga. Från juli 1941 började Heinrich Himmler bygga ut Schuma som en av den tyska ockupationsmaktens viktigaste instrument. I början av 1942 var Schumas styrka i Rikskommissariatet Ostland cirka 32 000 man och i Rikskommissariatet Ukraina cirka 15 000 man. Mot slutet av samma år uppgick styrkan till 300 000 man. Schuma bekämpade de mot tyskarna fientliga partisanerna samt deltog i förintelsen av judarna i Östeuropa.

## Organisation
Schutzmannschaft der Ordnungspolizei indelades i fyra kategorier:
- Schutzmannschaft-Bataillonen (slutna förband för partisanbekämpning)
- Schutzmannschaft-Einzeldienst (patrullerande polis för städer och landsbygd)
- Feuerschutzmannschaft (brandkår)
- Hilfsschutzmannschaft (fältarbeten och bevakning)

De slutna förbanden var indelade i bataljoner, kompanier, plutoner och grupper. Följande typer av Schuma-bataljoner fanns:
- Schutzmannschaft-Front-Bataillonen (stridande förband)
- Schutzmannschaft-Wach-Bataillonen (bevakningsförband)
- Schutzmannschaft-Erzats-Bataillonen (depåförband)
- Schutzmannschaft-Pionier-Bataillonen (ingenjörsförband)
- Schutzmannschaft-Bau-Bataillonen (fältarbetsförband)

Frontbataljonen bestod av 501 man organiserade i en stab och fyra kompanier, vardera kompaniet om tre skytteplutoner och en kulsprutepluton. 
Till Einzeldienst överfördes den inhemska lokala polisen i sin tidigare organisationsform, såvitt den bestod av ester, letter, litauer och ukrainare. Till Feuerschutzmannschaft hörde samtliga förhandenvarande brandkårer utan hänsyn till organisationsform (frivillig brandkår, brandvärn eller industribrandkår). Hilfsschutzmannschaft organiserades endast på begäran av Wehrmacht och användes till handräckning och stationär bevakning.
De under åren 1943 och 1944 bildade Polizei-Schützen-Regimenter tillhörde inte Schuma, utan var reguljära polisregementen vars andra och tredje bataljon bestod av ukrainska frivilliga.

## Uppbyggnad
Den första uppbyggnaden av Schuma genomfördes av Wehrmacht i Estland, Lettland och Litauen redan 1941 under namnet Sicherungsabteilungen (lokalförsvarsbataljoner). I början av 1942 överfördes dessa till Ordnungspolizei som Schutzmannschaft der Ordnungspolizei. Följande antal Schumabataljoner uppställdes.
| Estniska | Lettiska | Litauiska | Galiziska | Ukrainska | Vitryska |
| -------- | -------- | --------- | --------- | --------- | -------- |
| 25       | 35       | 31        | 12        | 70        | 24       |

Fyra av de vitryska bataljonerna benämndes Kosacken-Reiter-Front-Abteilungen (ridande kosackfrontbataljoner), en var en artilleribataljon. Åren 1943–1944 ombenämndes de baltiska Schumabataljonerna till estniska, lettiska och litauiska polis- och polisfrontbataljoner. De övergick då till att bära gröna polisuniformer, polisens tjänstegrader och gradbeteckningar. De vitryska Schumabataljonerna överfördes 1944 till Waffen-SS, som 30. Waffen-Grenadier-Division der SS (weißruthenische Nr. 1).

## Grader
Schutzmannschaft der Ordnungspolizei bar svarta uniformer, egna tjänstegrader och ett eget gradbeteckningssystem. 
| Estniska Lettiska Litauiska förband 1/6 1942 | Estniska Lettiska Litauiska förband 1/11 1942 | Ukrainska Vitryska förband 1/6 1942 | Senare benämning Ukrainska Vitryska förband | Motsvarighet i Ordnungspolizei | Motsvarighet i Wehrmacht |
| -------------------------------------------- | --------------------------------------------- | ----------------------------------- | ------------------------------------------- | ------------------------------ | ------------------------ |
| Schutzmann                                   | Schutzmann                                    | Schutzmann                          | Schutzmann                                  | Anwärter                       | Schütze                  |
| Unterkorporal                                | Oberschutzmann                                | Unterkorporal                       | Unterkorporal                               | Unterwachtmeister              | Gefreiter                |
| Vizekorporal                                 | Revieroberschutzmann                          | Vizekorporal                        | Vizekorporal                                | Rottwachtmeister               | Obergefreiter            |
|                                              |                                               |                                     |                                             |                                |                          |
| Korporal                                     | Hauptschutzmann                               | Korporal                            | Korporal                                    | Wachtmeister                   | Unteroffizier            |
| Vizefeldwebel                                | Stabsschutzmann                               | Vizefeldwebel                       | Vizefeldwebel                               | Zugwachtmeister                | Feldwebel                |
| Kompaniefeldwebel                            | Revierstabsschutzmann                         | Kompaniefeldwebel                   | Kompaniefeldwebel                           | Hauptwachtmeister              | Oberfeldwebel            |
|                                              |                                               |                                     |                                             |                                |                          |
| Zugführer                                    | Leutnant                                      | Zugführer                           | Leitenant                                   | Leutnant                       | Leutnant                 |
| Oberzugführer                                | Oberleutnant                                  | Oberzugführer                       | Starshiy Leitenant                          | Oberleutnant                   | Oberleutnant             |
| Kompanieführer                               | Hauptmann                                     | Kompanieführer                      | Kapitan                                     | Hauptmann                      | Hauptmann                |
| Batallionsführer                             | Major                                         | Bataillonsführer                    | Mayor                                       | Major                          | Major                    |
| -                                            | Oberstleutnant                                | -                                   | -                                           | Oberstleutnant                 | Oberstleutnant           |